# Gustaf Lindwall (jurist)
Gustaf Alfred Casimir Lindwall, född den 17 december 1877 i Valdemarsvik, Östergötlands län, död den 28 september 1965 i Växjö, var en 
svensk jurist. Han var svärson till Theodor af Ekenstam och far till Bo Lindwall.
Lindwall avlade filosofie kandidatexamen vid Uppsala universitet 1900 och juris utriusque kandidatexamen 1904. Han var tillförordnad domhavande 1905–1907, blev tillförordnad fiskal i Svea hovrätt 1909, adjungerad ledamot där 1910, tillförordnad revisionssekreterare 1913, ordinarie fiskal i Svea hovrätt 1914, assessor där 1915, hovrättsråd där 1917, konstituerad revisionssekreterare 1917, ordinarie revisionssekreterare 1919 och biträde i finansdepartementet 1922. Lindwall var häradshövding i Västra Värends domsaga 1924–1946 och krigsdomare i Kronobergs regemente 1931–1944. Han blev riddare av Nordstjärneorden 1920 och kommendör av andra klassen av samma orden 1934.